# Élections de l'assemblée de Londres en 2000
Les élections de l'assemblée de Londres en 2000 se sont tenues le 4 mai 2000. Il y a deux scrutins, le scrutin dans les circonscriptions et le scrutin régional. Ces élections se déroulent le même jour que les élections du maire de Londres. 
Il s'agit de la première élection de l'Assemblée de Londres.

## Composition de l'Assemblée élue
| Parti               | Circonscription | Régional | Total   |
| ------------------- | --------------- | -------- | ------- |
| Parti travailliste  | 6 / 14          | 3 / 11   | 9 / 25  |
| Conservateur        | 8 / 14          | 1 / 11   | 9 / 25  |
| Libéraux-démocrates | 0 / 14          | 4 / 11   | 4 / 25  |
| Vert                | 0 / 14          | 3 / 11   | 3 / 25  |
| Total               | 14 / 14         | 11 / 11  | 25 / 25 |

## Élus dans les circonscriptions
| Circonscription        | Élu | Élu               |
| ---------------------- | --- | ----------------- |
| Barnet and Camden      |     | Brian Coleman     |
| Bexley and Bromley     |     | Bob Neill         |
| Brent and Harrow       |     | Toby Harris       |
| City and East          |     | John Biggs        |
| Croydon and Sutton     |     | Andrew Pelling    |
| Ealing and Hillingdon  |     | Richard Barnes    |
| Enfield and Haringey   |     | Nicky Gavron      |
| Greenwich and Lewisham |     | Len Duvall        |
| Havering and Redbridge |     | Roger Evans       |
| Lambeth and Southwark  |     | Val Shawcross     |
| Merton and Wandsworth  |     | Elizabeth Howlett |
| North East             |     | Meg Hillier       |
| South West             |     | Tony Arbour       |
| West Central           |     | Angie Bray        |

## Élus au scrutin régional
| Liste                   | Élu                | Élu              |
| ----------------------- | ------------------ | ---------------- |
| Liste libéral-démocrate |                    | Sally Hamwee     |
| Liste libéral-démocrate | Graham Tope        |                  |
| Liste libéral-démocrate | Lynne Featherstone |                  |
| Liste libéral-démocrate | Louise Bloom       |                  |
| Liste verte             |                    | Darren Johnson   |
| Liste verte             | Victor Anderson    |                  |
| Liste verte             | Jenny Jones        |                  |
| Liste travailliste      |                    | Trevor Phillips  |
| Liste travailliste      | Samantha Heath     |                  |
| Liste travailliste      | David Lammy        |                  |
| Liste conservatrice     |                    | Eric Ollerenshaw |

## Modification en cours de mandat
| Circonscription | Date | Nom             | Parti | Parti               | Successeur      | Parti | Parti               |
| --------------- | ---- | --------------- | ----- | ------------------- | --------------- | ----- | ------------------- |
| Régional        | 2000 | David Lammy     |       | Parti travailliste  | Jennette Arnold |       | Parti travailliste  |
| Régional        | 2002 | Louise Bloom    |       | Libéraux-démocrates | Mike Tuffrey    |       | Libéraux-démocrates |
| Régional        | 2003 | Trevor Phillips |       | Parti travailliste  | Diana Johnson   |       | Parti travailliste  |
| Régional        | 2003 | Victor Anderson |       | Vert                | Noel Lynch      |       | Vert                |